# Piperidina
La piperidina, nome sistematico azacicloesano, è un composto organico di formula (CH2)5NH. È un'ammina eterociclica secondaria il cui scheletro è un anello a sei termini con cinque unità ponte metilene (-CH2-) e un atomo di azoto. È un liquido incolore, fumante, con un odore descritto come ammoniacale, pepato; il nome deriva dal genere Piper, che è la parola latina per pepe. La piperidina è molto usata come sintone e reagente chimico per la sintesi di vari composti organici, anche farmaceutici.

## Produzione
La piperidina si produce industrialmente per idrogenazione della piridina, di solito con un catalizzatore di solfuro di molibdeno:
{\displaystyle {\ce {C5H5N + 3 H2 -> C5H10NH}}}
La piperidina si può ottenere anche con l'idrogenazione della piridina condotta con sodio in etanolo.

## Presenza in natura della piperidina e di suoi derivati
La piperidina è stata ricavata dal pepe, dalla Psilocaulon absimile N.E.Br (Aizoaceae) e dalla Petrosimonia monandra.
L'anello della piperidina è presente in molti alcaloidi naturali, tra i quali:
- la piperina, responsabile del gusto pepato del pepe nero (Piper nigrum), e che è all'origine del nome;
- la solenopsina, un alcaloide velenoso presente nelle punture della formica di fuoco (Solenopsis invicta);[9]
- l'anabasina, analogo della nicotina che si trova nell'albero del Tabacco Brasiliano (Nicotiana glauca);
- la lobelina, alcaloide del Tabacco Indiano (Lobelia inflata);
- la coniina, alcaloide tossico della cicuta (Conium maculatum), che fu usata per uccidere Socrate.[10]

## Conformazione
|  |  |

La piperidina preferisce la conformazione a sedia, analogamente al cicloesano. A differenza del cicloesano, la piperidina possiede due diverse conformazioni a sedia: in una il legame N–H è in posizione assiale, e nell'altra in posizione equatoriale.
Dopo una lunga controversia nel periodo 1950–1970, si è trovato che la conformazione equatoriale è più stabile di 0,72 kcal/mol in fase gassosa. In solventi non polari si è valutato un intervallo tra 0,2 e 0,6 kcal/mol, ma in solventi polari potrebbe essere più stabile il conformero assiale.
I due conformeri si interconvertono rapidamente per inversione dell'azoto; la barriera energetica per questo processo è stimata in 6,1 kcal/mol, un valore sostanzialmente minore delle 10,4 kcal/mol necessarie per l'inversione dell'anello. Nel caso della N-metilpiperidina la conformazione equatoriale è preferita per 3,16 kcal/mol, un valore molto maggiore di quello del metilcicloesano, 1,74 kcal/mol.

## Reazioni
La piperidina è una ammina secondaria molto usata. Insieme alla pirrolidina e alla morfolina è una delle ammine secondarie più usate per convertire aldeidi e chetoni che abbiano almeno un atomo di idrogeno in posizione alfa nelle corrispondenti enammine. Le enammine derivate dalla piperidina si possono usare nell'alchilazione delle enammine di Stork; tali enammine alchilate possono poi essere facilmente riconvertite nei corrispondenti chetoni e aldeidi alchilati.
La piperidina si può convertire nella sua clorammina C5H10NCl con ipoclorito di calcio. La clorammina risultante può eliminare facilmente una molecola di HCl formando l'immina endociclica (C5H9N).

## Usi
Oltre che come reagente per sintesi di composti, la piperidina è usata sia come solvente che come base. Lo stesso vale per alcuni derivati: la N-formilpiperidina (C5H10N−CH=O) è un solvente polare aprotico in grado di sciogliere idrocarburi meglio di altri solventi ammidici, e la 2,2,6,6-tetrametilpiperidina è una base con alto ingombro sterico, utile per la scarsissima nucleofilia e alta solubilità in solventi organici. Un'importante applicazione industriale della piperidina è nella sintesi di prodotti acceleranti per la vulcanizzazione della gomma. La piperidina e i suoi derivati sono inoltre comunissimi sintoni nella sintesi di farmaci e prodotti della chimica fine. L'anello della piperidina si trova ad esempio nei farmaci paroxetina, risperidone, raloxifene, minoxidil, aloperidolo, petidina, e in tanti altri. La piperidina è anche comunemente impiegata in reazioni chimiche di degradazione, come nel sequenziamento del DNA per rompere specifici nucleotidi modificati. È usata anche come base per deproteggere amminoacidi FMOC nella sintesi dei peptidi in fase solida.